# Ștefănel
Ștefănel – wieś w Rumunii, w okręgu Dolj, w gminie Gogoșu. W 2011 roku liczyła 214 mieszkańców.